# Copa Aldao
A Copa Ricardo Aldao (angolul:Ricardo Aldao Cup), más néven: Copa Río de La Plata (spanyolul:Campeonato Rioplatense) egy megszűnt az argentin és az uruguayi labdarúgó-szövetség által kiírt nemzetközi labdarúgó-szuperkupa volt 1913 és 1957 között.
Egyike volt a legelső dél-amerikai kupasorozatoknak, amit a kontinensen szerveztek.
A sorozatban az argentin és az uruguayi bajnokság győztesei vettek részt.
A legsikeresebb csapat az argentin River Plate 5 győzelemmel.

## Finals
| Év   | Győztes            | 2. helyezett       | Eredmény           | Város                   | Helyszín               |
| ---- | ------------------ | ------------------ | ------------------ | ----------------------- | ---------------------- |
| 1913 | (Nem fejezték be)  | (Nem fejezték be)  | (Nem fejezték be)  | (Nem fejezték be)       | (Nem fejezték be)      |
| 1916 | Nacional           | Racing             | 2-1                | Montevideo              | N.i.                   |
| 1917 | Racing             | Nacional           | 2-2                | Montevideo              | N.i.                   |
| 1918 | Racing             | Peñaro             | 2-1                | Buenos Aires            | N.i.                   |
| 1919 | Nacional           | Boca Juniors       | 3-0                | Montevideo              | N.i.                   |
| 1920 | Nacional           | Boca Juniors       | 2-1                | Buenos Aires            | N.i.                   |
| 1923 | (Elmaradt)         | (Elmaradt)         | (Elmaradt)         | (Elmaradt)              | (Elmaradt)             |
| 1927 | San Lorenzo        | Rampla Juniors     | 1-0                | Montevideo              | N.i.                   |
| 1928 | Peñaro             | Huracán            | 3-0                | Buenos Aires            | River Plate            |
| 1936 | River Plate        | Peñaro             | 5-1                | Montevideo              | Centenario             |
| 1937 | River Plate        | Peñaro             | 5-2                | Buenos Aires            | San Lorenzo            |
| 1938 | Independiente      | Peñaro             | 3-1                | Montevideo              | Centenario             |
| 1939 | Independiente      | Nacional           | 5-0                | Buenos Aires            | San Lorenzo            |
| 1940 | (Nem fejezték be)  | (Nem fejezték be)  | (Nem fejezték be)  | (Nem fejezték be)       | (Nem fejezték be)      |
| 1941 | River Plate        | Nacional           | 6-1 1-1            | Buenos Aires Montevideo | San Lorenzo Centenario |
| 1942 | (Nem fejezték be)  | (Nem fejezték be)  | (Nem fejezték be)  | (Nem fejezték be)       | (Nem fejezték be)      |
| 1945 | River Plate        | Peñaro             | 2-1 3-2            | Montevideo Buenos Aires | Centenario San Lorenzo |
| 1946 | (Barátságos torna) | (Barátságos torna) | (Barátságos torna) | (Barátságos torna)      | (Barátságos torna)     |
| 1947 | River Plate        | Nacional           | 4-3 3-1            | Montevideo Buenos Aires | Centenario San Lorenzo |
| 1957 | (Nem fejezték be)  | (Nem fejezték be)  | (Nem fejezték be)  | (Nem fejezték be)       | (Nem fejezték be)      |

- N.i. – Nem ismert

## Ranglista

### Klubonként
| Team          | Titles | Years won                    |
| ------------- | ------ | ---------------------------- |
| River Plate   | 5      | 1936, 1937, 1941, 1945, 1947 |
| Nacional      | 3      | 1916, 1919, 1920             |
| Racing        | 2      | 1917, 1918                   |
| Independiente | 2      | 1938, 1939                   |
| Peñaro        | 1      | 1928                         |
| San Lorenzo   | 1      | 1927                         |

### Országonként
| Ország    | Bc. száma | Győztes csapat                                                  |
| --------- | --------- | --------------------------------------------------------------- |
| Argentína | 10        | River Plate (5), Racing (2), Independiente (2), San Lorenzo (1) |
| Uruguay   | 4         | Nacional (3), Peñarol (1)                                       |

- Bc. száma – Bajnoki címek száma